# Bibliotheca Alexandrina

Bibliotheca Alexandrina

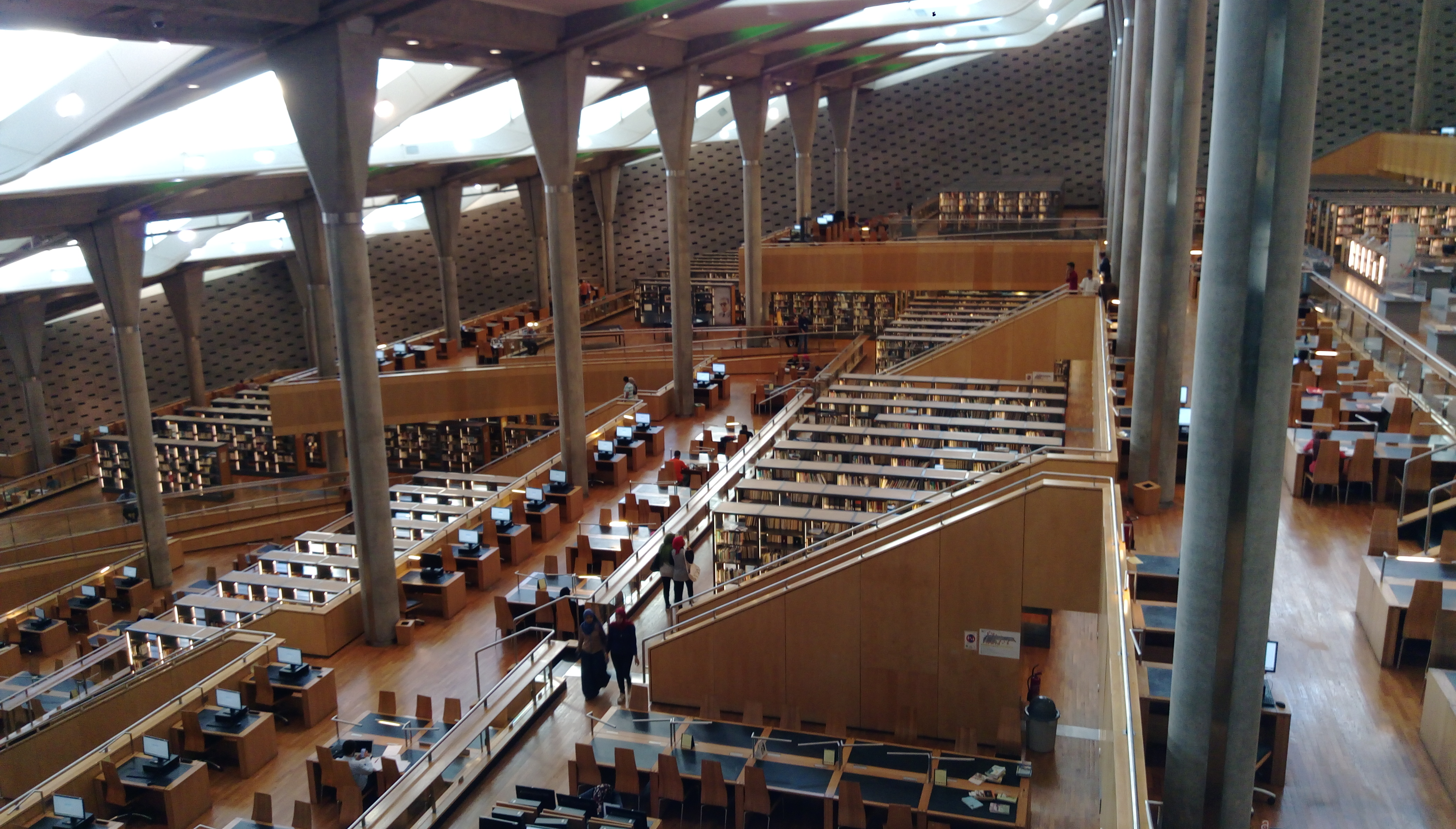
Bên trong Bibliotheca Alexandrina

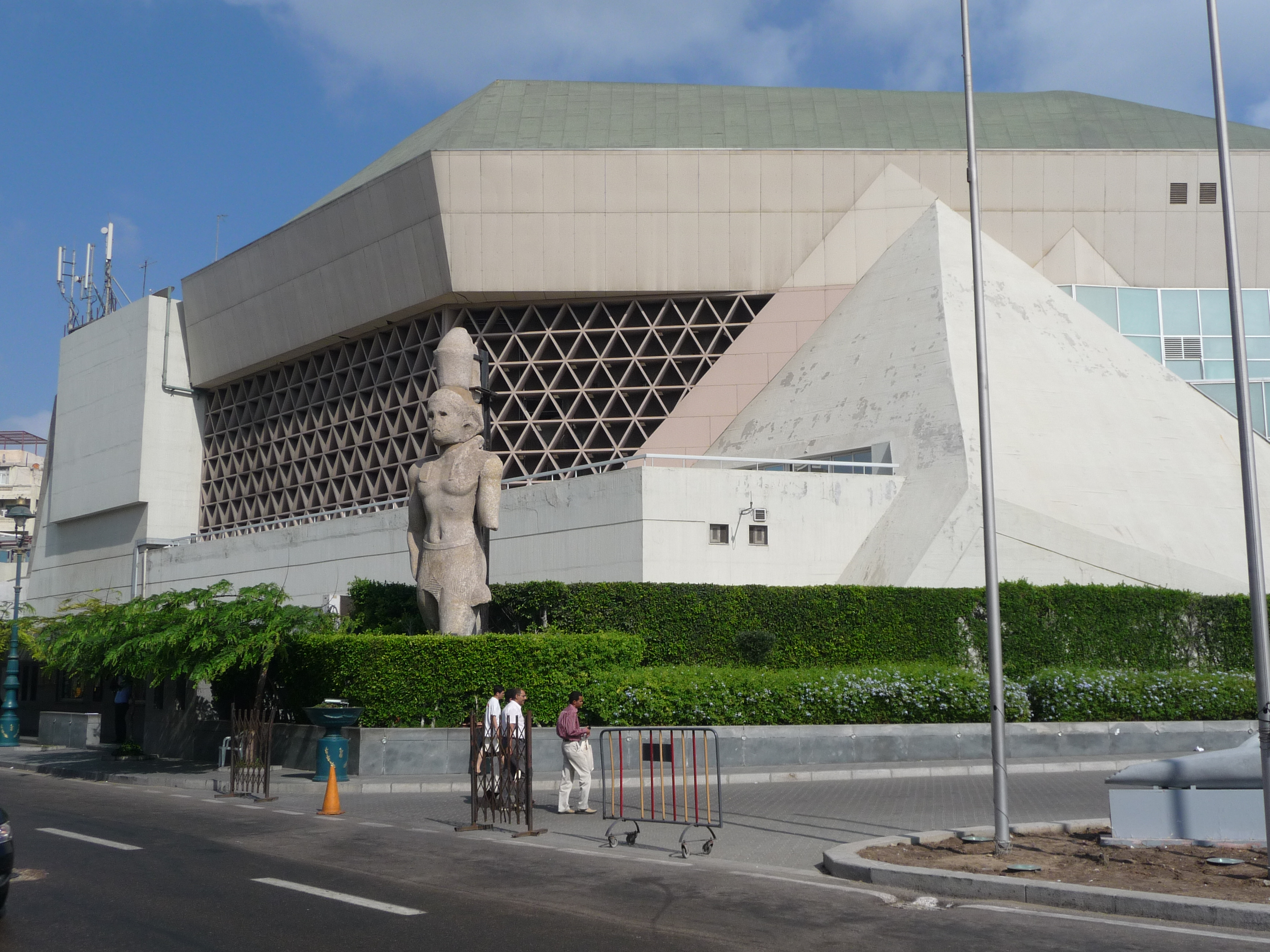
Trung tâm hội nghị

Bibliotheca Alexandrina (tiếng Latin  nghĩa là "Thư viện Alexandria"; tiếng Ả Rập Ai Cập: مكتبة الإسكندرية Maktabet al-Eskendereyya, tiếng Ả Rập Ai Cập: [mækˈtæb(e)t eskendeˈɾejjæ]) là một thư viện và trung tâm văn hóa lớn nằm trên bờ biển Địa Trung Hải ở thành phố Alexandria của Ai Cập. Nó vừa là một tổ chức mang tính kỷ niệm của Thư viện Alexandria đã bị mất trong thời cổ đại, vừa là một nỗ lực để khơi dậy một biểu tượng sáng chói mà trung tâm nghiên cứu và uyên bác ngày xưa đã từng đại diện. Ý tưởng hồi sinh thư viện cũ có từ năm 1974, khi một ủy ban do Đại học Alexandria thành lập đã chọn một khu đất cho thư viện mới của mình. Công việc xây dựng bắt đầu vào năm 1995 và sau khi chi 220 triệu đô la Mỹ, khu phức hợp đã chính thức được khánh thành vào ngày 16 tháng 10 năm 2002. Năm 2010, thư viện đã nhận được khoản tài trợ 500.000 cuốn sách từ Bibliothèque nationalale de France (BnF). Món quà này làm cho Bibliotheca Alexandrina trở thành thư viện Pháp ngữ lớn thứ sáu trên thế giới.
Thư viện có không gian kệ dành cho tám triệu cuốn sách, với phòng đọc chính rộng 20.000 mét vuông (220.000 sq ft). Khu phức hợp cũng có một trung tâm hội nghị; thư viện chuyên ngành cho bản đồ, đa phương tiện, người mù và khiếm thị, thanh niên và trẻ em; bốn bảo tàng; bốn phòng trưng bày nghệ thuật cho triển lãm tạm thời; 15 triển lãm thường trực; một cung thiên văn; và một phòng thí nghiệm phục hồi bản thảo.